# Всемирные игры
Всемирные игры — международные комплексные соревнования по видам спорта, не входящим в программу Олимпийских игр. Проводятся с 1981 года с периодичностью 1 раз в 4 года, с 2001 года проходят под патронатом Международного олимпийского комитета (МОК).
Организатором Всемирных игр является Международная ассоциация Всемирных игр (IWGA), образованная в 1980 году по инициативе руководителей 12 спортивных федераций, стремившихся к популяризации и повышению статуса своих видов спорта вплоть до включения их в Олимпийскую программу.
На первых Всемирных играх, прошедших в 1981 году в Санта-Кларе (США), приняли участие 1 265 спортсменов, которые соревновались в 18 видах спорта. С тех пор программа Всемирных игр расширилась более чем в два раза, её составляют виды спорта, признанные МОК, но не входящие в Олимпийскую программу, либо исключённые из неё.
Некоторые виды, присутствовавшие ранее на Всемирных играх, ныне представлены на Олимпиадах (триатлон, бадминтон, тхэквондо и др.). Более того, по решению МОК, принятому 12 августа 2004 года, присутствие отдельного вида спорта на Всемирных играх является одним из факторов для потенциального попадания его в программу Олимпийских игр.

## Общие сведения о Всемирных играх
|      | Сроки проведения                                                                  | Место проведения             | Число участников | Число участников | Число видов спорта | Число видов спорта |
| ---- | --------------------------------------------------------------------------------- | ---------------------------- | ---------------- | ---------------- | ------------------ | ------------------ |
|      | Сроки проведения                                                                  | Место проведения             | спортсменов      | стран            | официальных        | показательных      |
| I    | 29—31 июля 1981                                                                   | Санта-Клара, США             | 1265             | 18               | 18                 | 0                  |
| II   | 3—4 августа 1985                                                                  | Лондон, Великобритания       | 1550             | 34               | 19                 | 4                  |
| III  | 20—30 июля 1989                                                                   | Карлсруэ, ФРГ                | 1965             | 36               | 19                 | 0                  |
| IV   | 22 июля—1 августа 1993                                                            | Гаага, Нидерланды            | 2275             | 69               | 22                 | 3                  |
| V    | 7—17 августа 1997                                                                 | Лахти, Финляндия             | 2600             | 78               | 25                 | 5                  |
| VI   | 16—26 августа 2001                                                                | Акита, Япония                | 3200             | 93               | 26                 | 5                  |
| VII  | 14—24 июля 2005                                                                   | Дуйсбург, Германия           | 3400             | 89               | 34                 | 6                  |
| VIII | 16—26 июля 2009                                                                   | Гаосюн, Китайская Республика | 4737             | 103              | 32                 | 5                  |
| IX   | 27 июля—4 августа 2013                                                            | Кали, Колумбия               | 2870             | 98               | 31                 | 5                  |
| X    | 20—30 июля 2017                                                                   | Вроцлав, Польша              | 3168             | 102              | 27                 | 4                  |
| XI   | 15—25 июля 2021 (перенесены на 7–17 июля 2022 года в связи с переносом Олимпиады) | Бирмингем, США               | 3457             | 99               | 30                 | 5                  |
| XII  | 7—17 августа 2025                                                                 | Чэнду, Китай                 |                  |                  |                    |                    |

## Программа Всемирных игр
Виды спорта, включённые в программу Всемирных игр - 2022
| - Алтимат фрисби - Бильярд (карамболь, пул, снукер) - Бодибилдинг - Боулинг - Бочче (раффа) - Водные лыжи - Гребной марафон - Джиу-джитсу - Каноэ-поло - Карате - Кикбоксинг (К-1) - Корфбол | - Муай-тай - Паркур - Парашютный спорт - Пауэрлифтинг - Перетягивание каната - Петанк - Пляжный гандбол - Подводное плавание - Полевая стрельба из лука - Прыжки на батуте (акробатическая дорожка, двойной минитрамп) | - Ракетбол - Катание на роликах - Роллеркей - Скалолазание - Сквош - Спасение жизни (Лайфсэйфинг) - Спидскейтинг (трек, шоссе) - Спортивная акробатика - Спорт-буль | - Спортивная аэробика - Спортивное ориентирование - Спортивные танцы - Сумо - Фигурное катание на роликовых коньках - Фистбол - Флорбол - Художественная гимнастика (отдельные упражнения) | Показательные виды - Дуатлон - Лякросс - Регби на колясках - Ушу - Флаг-футбол |

Ранее в программу Всемирных игр также входили или демонстрировались:
| - Футбол в залах (AMF правила) - Айкидо - Американский футбол - Бан-гольф - Баскская пелота - Бодибилдинг - Велобол - Водно-моторный спорт - Военно-спортивное многоборье - Вольтижировка - Гейтбол - Гонки на лыжероллерах - Драгонбот - Индор-гребля | - Индор-хоккей - Кастинг (метание блесны) - Метание бумеранга - Мотокросс - Мототриал - Нетбол - Перетягивание каната (женское) - Песапалло - Поло - Самбо - Спидвей - Твирлинг (вращение жезлом) - Фигурное катание на велосипедах - Чукбол |

Вошли в программу Олимпийских игр:
- Бадминтон (с 1992 года)
- Бейсбол (в 1992—2008, 2020 годах, с 2028 года)
- Водное поло (женское) (с 2000 года)
- Пляжный волейбол (с 1996 года)
- Прыжки на батуте (индивидуальные соревнования, с 2000 года)
- Регби-7 (с 2016 года)
- Сёрфинг (с 2020 года)
- Скалолазание (с 2020 года)
- Софтбол (в 1996—2008 годах, возвращён в программу Всемирных игр с 2009 года)
- Триатлон (с 2000 года)
- Тхэквондо (с 2000 года)
- Тяжёлая атлетика (женская) (с 2000 года)